# Panagrobelus coronatus
Panagrobelus coronatus är en rundmaskart. Panagrobelus coronatus ingår i släktet Panagrobelus och familjen Panagrolaimidae. Inga underarter finns listade i Catalogue of Life.